# سانتياغو برنابيو (لاعب كرة قدم)
سانتياغو بيرنابيو يستي (بالإسبانية: Santiago Bernabéu) (8 يونيو 1895 – 2 يونيو 1978) يعتبر من أهم الأشخاص في تاريخ نادي ريال مدريد. حيث مثل الفريق لاعبًا ومدربًا وكان رئيسا لريال مدريد من 1943 إلى 1978 الذي شهدت طفرة كبيرة للنادي الذي تحول ليكون أفضل وأنجح الفرق في إسبانيا وأوروبا والعالم، وقد سمي ملعب الفريق باسمه تكريمًا لخدماته للنادي.

## حياته الشخصية
سانتياغو برنابيو يستي ولد في المنسى (الباسيتي) في 8 يونيو 1895. وترتيبه السابع بين إخوانه وأصغرهم من زواج والدهم خوسيه إيبانيز برنابيو، وهو محام، المولود في أونتنينت، ومقرها في ألماناسا، وأمه انتونيا يستي نونيز من أصل كوبي. الشاب سانتياغو عندما كان في الخامسة من العمر انتقل مع عائلته إلى مدريد، حيث كان يدرس أخوانه الثلاثة الأكبر منه سنًا.
وعند بداية دراسته بدأ تعلقه بالكرة مبكرًا عندما يشاهد بقية من يكبره سنًا يلعبونها وقرر أن يبدأ هذه الهواية وخاصة أن إخوانه الكبار كانوا يمارسونها باستمرار، وعندما بدأ لعبها لاحظ جميع من حوله بوادر موهبة في كرة القدم. وبعد ذلك أصبح متعلقًا بها بشدة، كان يلعب الكرة باستمرار. وقرر مع بعض زملائه تأسيس فريق بسنهم وتم تعيينه كابتنًا للفريق، وفي عام 1902 - سنة من تأسيس ريال مدريد، حقق فريقه المدرسي أولى بطولاته في مدريد بعمر 7 سنوات. وبدأ بالاهتمام بدراسته بجوار لعب الكرة وكل صيف كان يعود إلى بلدته التي ولد فيها وذلك للاستعداد للعام الدراسي القادم، وفي أحد الاجازات توفيت والدته فقرر بقية الأسرة البقاء والسكن في مدريد وبالتالي استطاع سانتياغو العودة لممارسة كرة القدم باستمرار مع بقية أصدقائه في الإجازة حتى تم تسجيله في نادي ريال مدريد بعمر الـ14 في فريق ناشئي مدريد.

## مسيرته الكروية
وفي موسم 1913-14 وبعمر الـ17 لعب سانتياغو أول مباراة له مع فريق مدريد. وكان ضمن القائمة الأساسية بجوار شقيقه الآخر مارسيلو. وكان ظهوره الأول ناجحا واستطاع أن يكون اللاعب الأول في النادي والهداف الأول كذلك. وقد لعب مع ريال مدريد 16 موسمًا عكس شقيقه مارسيلو الذي لعب 4 مواسم فقط سجل خلالها أكثر من 1200 هدف خلال جميع المباريات التي لعبها مع الفريق. وبعد اعتزاله اللعب قرر مواصلة دراسته العليا في تخصص القانون ليعود للفريق فيما بعد كإداري في النادي عام 1929.
كان يلعب داخل منطقة الجزاء كمهاجم صريح، ولكن في كثير من الأحيان يعود ليلعب كوسط مهاجم، وكان يعتمد على بنيته الجسدية بجوار مثابرتهم وتفانيهم من اجل الفريق الذي لعب له في تسجيل الأهداف. وتميز أيضا بمقدرته على إصابة الهدف بدقة.

## فترة رئاسته
بعد انتهاء الحرب الأهلية في إسبانيا عام 1939 وعودة الحياة للعبة كرة القدم في إسبانيا، عاد سانتياغو للنادي ولم يجد إلا نادي ميتا. فالمنشآت دمرت وأعضاء النادي والإدارة (البعض قتل والبعض اختفوا أثناء الحرب والبقية تفرقوا) بل وبعض من انجازات النادي التي حققها في السنوات قبل الحرب قد سرقت وأكثر من ذلك والتي كان نتاجها غياب النادي لأكثر من 10 سنوات عن انجازات تذكر، وفي الوقت الذي تم إنشاء نادي جديد ناتج عن اندماج فريقي القوة الجوية وأتلتيكو للطيران (المسمى حاليًا: أتلتيكو مدريد) والذي سيطر على معظم بطولات ما بعد الحرب مع أنه هبط في آخر نسخه من الدوري قبل الحرب ولكن تم السماح لهم بالعودة إلى الدرجة الممتازة. ولم يتلقى ريال مدريد أي مساعدة الحكومة في إعادة البناء مثل بقية الأندية. وبالتالي شرع سانتياغو بيرنابيو لقضاء عدة أشهر بتقصي الحقائق والاتصال باللاعبين، والمديرين، واعضاء النادي السابقين وذلك لاعادة هيكلة النادي.
وفي عام 1943 بعد أن استقالة رئيس النادي السابق أنتونيو سانتوس بيرالبا، تم انتخاب سانتياغو بيرنابيو رئيسا للريال مدريد، وبدأ بعدها فعليًا مشاريعه وتحقيق أفكاره لاعادة هيبة النادي، وسرعان ما بدا سانتياغو برنابيو في بناء الملعب الجديد تشامارتن (chamartin) (أكبر ملعب في أوروبا في ذلك الوقت بسعة وصلت لأكثر من 120 ألف متفرج) والمدينة الرياضية حيث يتم تطوير اللاعبين بدون افساد ارضية الملعب، واعضاء النادي يستطيعون التمتع بالمرافق. بمساعدة رايموندو سابورتا (الذي يعتبر ساعده الأيمن) تم افتتاح اقسام أخرى لكرة السلة والطائرة واليد والتنس والبيسبول والجمباز.
وفي 14 ديسمبر 1947 تم افتتاح ملعب تشامارتن (chamartin) الجديد بمباراه وديه بين ريال مدريد وبيلينسيش البرتغالي وانتهت بفوز الريال 3 - 1.
في 1952 تمت دعوة نادي ميلوناريوس بوغوتا الكولومبي للأحتفال بمرور 50 عام على تأسيس النادي الملكي وخلال المباراة كان الدون سانتياجو متعجبا من لعب هذا الفريق الذي يعتبر مجهولا في القارة الإمريكية، وبقياده ألفريدو دي ستيفانو فاز الفريق الكولومبي 4 - 2 بمستوى ادهش جميع الحاضرين. سجل دي ستيفانو هدفين لفريقه وقال الدون سانتياجو لرايموندو سابارتا «انا اريد هذا اللاعب يجب أن يلعب في مدريد بأي ثمن». واحضر معه لاعبين صنعو التاريخ الذهبي لريال مدريد مثل خينتو، مولوني، سانتا ماريا، ميجيل مونوز، كوبا، جوسينتو، بوشكاش. وحصل دي ستيفانو على البيتشيتشي 5 مرات متتالية وقاد الفريق للفوز بالدوري بعد 21 سنه.
وفي 4 يناير 1955 في الاجتماع السنوي وافق الاعضاء بالاجماع على تغيير مسمى الملعب الجديد من ملعب تشامارتن (chamartin) إلى ملعب سانتياغو برنابيو ولم يعجب هذا الشيء الرئيس سانتياغو لأن اسم تشامارتن (chamartin) كان جزء من حياته.
وبعد سنوات من المنافسة في البطولات المحلية اقترح اقامة بطوله تجمع ابطال الدوري في كل دوله ليتنافسون على لقب كأس أوروبا للأنديه الابطال. جنون الفكرة اصاب الكثير ومنهم الصحفي الفرنسي في صحيفه اليكيب جأبريل هانوت الذي اجتمع مع بيدرايقنان وبرنابيو وجوستاف زفين في فندق السفير في باريس. الاتحاد الأوروبي لكرة القدم وافق على البطولة وتنظيمها بالرغم من عدم اقتناعهم الكبير بها.
الفريق الذي بناه سانتياجو بقياده ألفريدو دي ستيفانو فاز بأول خمس بطولات في دوري أبطال أوروبا مما جعله الريال يحصل على اعجاب القارة الاوروبيه، عدة انديه بما فيها ليدز يونايتد الإنجليزي غيرت شعارها إلى الأبيض تقديرا لريال مدريد. وكتبت صحيفت الليكيب الفرنسية «انه الفريق الذي اعاد اختراع كرة القدم». وكتبت التايمز الإنجليزية «الريال يجول في أوروبا مثل الفايكنج (قراصنة إسكندنافيا)» لهذا السبب أصبح يطلق على المدريديستا الفايكنج.
وبعد البطولات الخمس الأولى في دوري أبطال أوروبا (من عام 1956 إلى عام 1960) استطاع الفريق تكرار نفس السيناريو ولكن محليا ليفوز من عام 1961 إلى عام 1965 بالدوري المحلي وكان خلالها قد خسر الفريق نهائيين بأبطال أوروبا ولكن العودة بالبطولة السادسة عام 1966 وبدون أي من اللاعبين الكبار الذين وصلت مسيرهم لنهايتها استطاع الفريق باحراز البطولة السادسة بأبطال أوروبا بلاعبين وطنيين (إسبان) وليكون أول فريق يحقق ذلك واستطاع في العام الذي يليه سيلتيك الاستكلندي ولاحقا ستيوا بوخارست الروماني (عام 1986) الفوز بالبطولة الأوروبية بدون أجانب وبعد تأهله لنهائي 1966 يكون الفريق قد حقق انجازا فريدا بلعب 8 نهائيات في غضون 11 عاما في بطولة الأبطال، وتواصل مسلسل تألق النادي في جميع المجالات سواء بالقدم والسلة والطائرة وحتى التنس التي أحرز أحد لاعبي الريال للتنس إحدى بطولات التنس الكبرى الأربع (بطولة ويمبلدون).
عرف الدون سانتياغو بأنه رجل عظيم واتصف بالصدق والنزاهة. كما الحكايات الأسطوريه والجدير بالذكر ان الدون رفض ان يأخذ رواتب من الريال طوال فترة رئاسته (ومنع زوجته من أخذ رواتب تقاعديه من النادي وهو يصارع الموت بعد اصابته بالسرطان) على الرغم من اصابته بمرض خطير جدا لم يكن الدون يفوت أي من التزاماته الإدارية تجاه النادي.
كان آخر ظهور له في الملعب الذي يحمل اسمه مشهدا لاينسى حيث شارك 120 الف متفرج في عاصفة من التصفيق والتشجيع تصم الاذان مختلطه بالدموع والامتنان للرجل الذي حول أحلامه الشخصية إلى فخر وسعادة لجميع المدريديستا.اخر اجتماع له مع مجلس الإدارة كان بحاله سيئة بسبب المرض بما فيه الكفاية. كان من الصعوبة عليه ان يقف ولم يستطع المدراء ان يخفو دموعهم.
وفي مارس من عام 1978 تم تكريمه من قبل الاتحاد الأسباني بميدالية الشرف الذهبية وقام بتكريمه رئيس الاتحاد في تلك الفترة بابلو بورتا، وبعد فترة وجيزة، وفي 19 أبريل 1978 بنهائي كأس ملك إسبانيا تم تكريمه من قبل ملك إسبانيا خوان كارلوس بميدالية الشرف الملكية لخدماته الرياضية، وكذلك قام بتكريمه وزير الثقافة آنذاك بويو كابانيلاس بالميدالية الذهبية لما قدمه للشباب والمجمتع طوال حياته وبعد ذلك بخمسة أيام مات، وكان ذلك يوم 2 يونيو 1978 (أي 35 عاما رئيسًا للنادي) وقد حضر أكثر من 100 ألف شخص مراسم دفنه في مدينته التي ولد فيها (المنسى) والتي خرج جميع أهلها لتوديعه.
وموته كان في لحظة كان العالم بانتظار بداية كأس العالم 1978 بالأرجنتين. وفي اليوم الافتتاحى وقف الجميع دقيقة حداد على رحيله وكذلك في جميع المباريات التي أقيمت في البطولة وأصدر الاتحاد الدولي (الفيفا) قرارًا بالحداد ثلاثة أيام على وفاته.
وتكريمًا لما قدمه اللفريق قام النادي بإنشاء بطولة سنوية تحمل اسمه (كأس سانتياغو بيرنابيو) والتي ما زالت مستمرة حتى الآن وتلعب قبل بداية الموسم.
وفي عام (2002) تم تقديم جائزة من قبل الفيفا بجائزة الاستحقاق الشرفية الأولى له تسلمها ريال مدريد نظرًا لما قدمه للعالم ولكرة القدم خاصة.